# Sándor Zámbó
Sándor Zámbó, né le 10 octobre 1944, est un footballeur hongrois, jouant au poste d'attaquant durant les années 1960 et 1970.

## Biographie
Zámbo ne porte les couleurs que d'un seul club tout au long de sa carrière, entre 1963 et 1980, la formation d'Újpest Dozsa, avec qui il remporte neuf titres de champion de Hongrie et trois Coupes de Hongrie. Avec ce club, il dispute un total de 32 matchs en Coupe d'Europe des clubs champions.
Il débute en équipe nationale en 1969. L'attaquant d'Újpest fait partie du groupe hongrois sélectionné par Rudolf Illovszky pour participer à la phase finale de l'Euro 1972, disputé en Belgique. La sélection hongroise est défaite lors des deux rencontres qu'elle joue, face à l'Union soviétique puis contre la Belgique. Zámbo joue les deux matchs sans réussir à marquer. Son bilan avec la Hongrie est de 3 buts inscrits en 33 sélections.

## Palmarès
- Champion de Hongrie en 1969, 1970, 1971, 1972, 1973, 1974, 1975, 1978 et 1979 avec l'Újpest Dozsa
- Vainqueur de la Coupe de Hongrie en 1969, 1970 et 1975 avec l'Újpest Dozsa
- Finaliste de la Coupe des villes de foires en 1969 avec l'Újpest Dozsa